# Tatra T6A5
Le Tatra T6A5 est un tramway produit par ČKD. Le Tatra T6A5 est un véhicule unidirectionnel à plancher haut, créé et utilisé pour les réseaux de tram de Bratislava, Košice, Brno, Prague et Ostrava. 296 rames ont été construites entre 1991 et 1998.

## Développement
La première série de T6A5 circule à partir de 1991 à Bratislava, Košice et Ostrava. Les rames sont alors de couleurs rouge et crème. L'intérieur est en plastique et équipé de fauteuils en cuir. Cette série est fabriquée de 1991 jusqu'en 1994.
La seconde série est fabriquée de 1993 à 1998. Cette série a un nouveau schéma d'aménagement intérieur et un meilleur système d'anti-enrayage. Les rames de cette série sont livrées à Bratislava et Ostrava.
La dernière série est la plus avancée et est fabriquée de 1995 à 1997. De nombreux changements touchent cette série, notamment le système d'air conditionné de la cabine du conducteur, les couleurs extérieures (rouge-blanc-gris), des portes à doubles vantaux extérieurs, un nouveau type de pantographe et des nouvelles chaises pour l'intérieur. La plupart des rames iront sur le réseau de Prague (150 en circulation), les autres circulent à Bratislava et Brno.

## Utilisation
296 trams ont été fabriqués, ainsi qu'un châssis pour T6A5.3 (un test destiné à transformer un Tatra T3 de Prague en T6A5).
| Pays               | Ville      | Années de livraison | Quantité | Numéros de parc |
| ------------------ | ---------- | ------------------- | -------- | --------------- |
| République tchèque | Brno       | 1996 à 1997         | 20       | 1201-1220)      |
| République tchèque | Ostrava    | 1994 à 1998         | 38       | 1101-1138       |
| République tchèque | Prague     | 1995 à 1997         | 150      | 8601-8750       |
| Slovaquie          | Bratislava | 1991 à 1997         | 58       | 7901-7958       |
| Slovaquie          | Košice     | 1992 à 1993         | 30       | 600-629         |
| Bulgarie           | Sofia      | 1995                | 20       | 4140-4141       |